# Alkalmazott kineziológia
Az alkalmazott kineziológia egy lehetséges alternatív gyógymód, mely azt állítja magáról, hogy különböző betegségeket képes kezelni az izmok tesztelése alapján. 1964-ben jelent meg. Kialakulása dr. George Goodheart amerikai csontkovács nevéhez fűződik.
Az alkalmazott kineziológia egy áltudomány-alapú technika amelyről az alternatív gyógyászatban azt állítják, hogy képesek betegséget diagnosztizálni vagy kezelést választani az izmok erősségének és gyengeségének tesztelésével.
Az American College of Allergy, Asthma and Immunology az allergiadiagnosztikai vizsgálatokról szóló iránymutatásai szerint az alkalmazott kineziológia "diagnosztikai érvényességére nincs bizonyíték". Egy másik tanulmány szerint az alkalmazott kineziológia felhasználása a tápanyagállapot értékelésére nem hasznosabb, mint a véletlenszerű találgatás és az American Cancer Society szerint "a tudományos bizonyítékok nem támasztják alá azt az állítást, hogy az alkalmazott kineziológia képes diagnosztizálni vagy kezelni a rákot vagy más betegségeket".
A kineziológia gűjtőfogalom alá tartozik minden olyan módszer, ami a mozgással foglalkozik. Ezen belül vannak módszerek amelyek izomtesztelnek és vannak amelyek nem. Az Alkalmazott kineziológia egy izomtesztelésen alapuló módszer. 
Napjainkban számos különböző, az alkalmazott kineziológiából kinőtt speciális kineziológiai irányzat létezik, amelyek felhasználják dr. Goodheart kutatásainak eredményeit.
Az alkalmazott kineziológia elnevezés viszont csak a dr. George Goodheart által kifejlesztett eredeti rendszerre vonatkozik és kizárólag az általa 1973-ban alapított International College of Applied Kinesiology-n végzett kineziológusok használhatják.

## A kineziológia története
A múlt század húszas éveiben Frank Chapman írta le a neurolymphatikus reflexrendszert.
Később Charles Owen és H. R. Small saját kutatásaik alapján jelentették meg az Endocrine Interpretation of Chapman’s Reflexes című könyvüket. Ebben a reflexeket az endokrin rendszer zavaraival összefüggésben magyarázták. Később dr. George Goodheart hozta összefüggésbe a reflexzónákat az egyes izmokkal 1966-ban.
Terence Benett kaliforniai kiropraktikus írta le feltételezését a neurovascularis reflexpontok létezéséről 1930-as években.[forrás?]
Az elmélete szerint ezen pontok érintése befolyásolja az egyes szervek vérellátását[forrás?]. Ezen pontok létezését azonban nem sikerült bizonyítani.
Az izomtesztelési eljárást a Kendall házaspár dolgozta ki, akik fizioterapeutaként segítettek ezzel a hozzájuk fordulók számára. Könyvük (Muscle testing and function) első kiadása 1949-ben jelent meg, jóval Dr. Goodheart előtt.
Az izomtesztelési eljárást, azaz az izmok vizsgálatának és tesztelésének elgondolását dr. George Goodheart alkalmazta a hatvanas évek elején, miután azt feltételezte, hogy a kedvező fizikai ingerek (pl. táplálék-kiegészítők) növelik bizonyos jelzőizmok erejét, viszont az ártalmas ingerek elgondolása szerint hirtelen elerőtlenedést okoznak ugyanezekben az izmokban.[forrás?] Ebből arra következtetett, hogy egy, a tapasztalati tudásunknál jóval mélyebb szinten a test maga is „tudta”, mi jó neki és mi nem, s ezt az izmok feszültségén keresztül jelezni is képes volt. Az izomtesztelésről írott könyvét 1964-ben jelentette meg.
Goodheart később azt állította, hogy a gyenge tónusú izmok megerősödnek, ha megérintünk egy neurovascularis (Benett-féle) reflexpontot, így ezen pontokat hozzárendelte a speciális izmokhoz.
Azoknál a klienseknél, akikkel dolgozott a mozgáskorlátozott izmokat állítása szerint az említett neurolymphatikus és neurovascularis reflexpontok kezelésével javította. [forrás?] Ezen elméletét 1967-ben jelentette meg.
Goodheart 1970-ben azzal az elgondolással állt elő, hogy kapcsolat létezik szerinte az izmokat a kínai alternatív gyógyításból ismert meridiánok között. Tanulmányozta az állkapocsízület korlátozott funkcióját és az ezzel összefüggő energetikai, elektromágneses és idegi kiegyensúlyozatlanságokat.[forrás?] Kifejlesztette az úgynevezett terápialokalizációt, amikor is a tesztelendő helyeket a beteg maga érinti meg.[forrás?]
Dr. John Diamond pszichológus azzal az elmélettel állt elő, hogy a jelzőizmok – a fizikai ingerek mellett – az érzelmi és szellemi ingerek hatására is megerősödnek, illetve elgyengülnek. 
Azt állította, hogy bizonyíthatóan igaz kijelentések hangfelvételeire egyetemesen erős volt a tesztválasz. Ezen elgondolásból kiindulva kezdett kutatni David R. Hawkins amerikai pszichiáter.
Dr. Hawkins 1975-ben kezdte megfigyelni az igaz és hamis állításokra adott kineziológiai reakciókat. Állítása szerint a vizsgálati alanyoknak nincs szükségük a tesztelt anyag vagy kérdés tudatos ismeretére. A kettős vak rendszerű kísérletekben és a tömeges – akár az egész hallgatóság részvételével végzett – bemutatókon az alanyok minden esetben gyenge tesztválaszt adtak a mesterséges édesítőszert tartalmazó, jelöletlen borítékokra, viszont nem gyengültek el, ha teljesen azonos kinézetű, de semleges anyagot tartalmazó borítékkal tesztelték őket. Ugyanez a tudattalan reakció volt megfigyelhető elvont értékek tesztelésekor is.

## Történeti áttekintés
Dr. George Goodheart amerikai csontkovács 1964-ben izomteszteléssel ellenőrizte saját munkája hatékonyságát. Egy sor izmot tesztelt végig kezelés előtt és után, amiből következtetéseket vont le.
Az izomgörcsök tanulmányozásával is foglalkozott és kifejlesztett egy új izommegerősítő technikát, amely eredés- és tapadásmasszázs néven vált ismertté.[forrás?]
Később folytatta a görcsös izmok tanulmányozását figyelembe véve, hogy bármilyen mozgást is végezzen egy adott izom, minden esetben egy másik izom vagy izomcsoport is kapcsolódik egy adott mozdulathoz. Az izmok párban dolgoznak, miközben az egyik izom megfeszül, az ellentétes oldali párja ellazul. Dr. Goodheart megfigyelte, hogy egy gyenge izom esetén a test másik oldalán található ellentétes izom megfeszül. Amint a gyengeséget kiküszöbölte, a feszes, sőt görcsben levő izmok ellazultak még akkor is, ha nem dolgozott velük közvetlenül. Mindebből azt a következtetést vonta le, hogy nem a görcsben lévő izom okozza a bajt, hanem a gyenge ellenpárja, emiatt lettek más izmok túl feszesek. A jelenséget modellezhetjük egy olyan ajtóval, amelyet két rugó tart a helyén. Mindaddig, amíg a nyomás egyenletesen oszlik meg, minden rendben van. Amikor kinyitjuk az ajtót, az egyik rugó megnyúlik, a másik összenyomódik. Az ajtó ezután visszalendül eredeti helyzetébe. Ha viszont az egyik rugó megereszkedik, akkor a másik megfeszül, összehúzódik, így az ajtó nem leng szabadon. Hiába olajozzák az összepréselt rugót, hiába tekergetik, nem áll helyre az egyensúly. A gyenge rugót kell megerősíteni vagy kicserélni, hogy a gond megoldódjék. Ez az egyszerű megfigyelés – vagyis hogy az egyensúly helyreállításához nem a feszes izmon kell dolgozni, hanem a gyenge ellenpárján - forradalmi felfedezés volt. Akkoriban általános gyakorlatnak számított, hogy csupán a túl feszes, fájó izmot masszírozták. A görcs megszüntetésével, esetleg a csontok helyretételével a kezelést teljesnek vélték. Ez ideiglenesen csakugyan enyhítette a fájdalmat és ellazulást eredményezett, de a görcs visszatért, mert okát, a gyenge izmot nem szüntették meg. Ahogy minden egyes tartókötélnek egyformán kell tartania ahhoz, hogy a sátor szilárdan álljon, a test minden izmának jól kell működnie, hogy fennmaradjon az egyensúly.
Dr.Goodheart később azzal folytatta a kutatásait, hogy megpróbálta kideríteni, mi okozhatja egy adott izom gyengeségét. A gyenge izmokon dolgozva további olyan technikák után kutatott, amelyekkel helyreállíthatná a test egyensúlyát. 1965-ben megfigyeléssei alapján azt állította, hogy az izmok megerősödnek, amikor a test bizonyos távolabbi pontjait masszírozza, olyan területeket, amelyek látszólag semmi összeköttetésben nem állnak az érintett problémás izommal.
Azt állította, hogy ezek a pontok azonosak a már ismert Chapman-féle neurolymphatikus reflexpontokkal.
A meggyengült izmok megerősítésére további elméleteket és technikákat dolgozott ki, ideértve a vérárammal, a különböző táplálékokkal, az érzelmekkel, a meridiánokkal, az akupunktúrás pontokkal és az energiaáramlással való munkát.
Dr. George Goodheart egy új elméletet és módszert dolgozott ki, mely állítása szerint segít a fájdalom és feszültség enyhítésében. Ezen elméleteit, technikáit tanfolyamokon, előadásokon és bemutatókon terjesztette. Így született meg az Applied Kinesiology, az alkalmazott kineziológia.

## A alkalmazott kineziológia mint módszer
Az  alkalmazott kineziológia egy (hazánkban gyakran egyszerűen helytelenül csak kineziológiaként emlegetett)  holisztikus szemléletű, alternatív gyógymód, amely azt állítja, hogy a személy energiarendszerének kiegyensúlyozásával, a szabad energiaáramlás biztosításával foglalkozik.[forrás?] Alternatív és komplementer jellegű, pedagógiai és pszichológiai elemeket is tartalmazó készség-, képesség- és személyiségfejlesztő módszernek vallja magát. Állításai szerint az érzelmi stresszek feloldásával energetikai egyensúlyt hoz létre a testben, és aktivizálja annak öngyógyító mechanizmusait.[forrás?] Állítása szerint preventíven alkalmazva képes a stressz kezelésére és a lelki egészség fenntartására. [forrás?] Állítása szerint technikái felhasználják a távol-keleti gyógyászat több ezer éves tanait a meridiánokban történő energiaáramlásról (amelyre az akupunktúra, akupresszúra is épül), a modern kiropraktika, naturopátia és csontkovácsolás elemeit, viselkedési genetikai és neurológiai  ismereteket.[forrás?]
Számos irányzata létezik, de valamennyi irányzat lényeges alkotóeleme az izomtesztelés.

### A manuális izomtesztelés
A test soha nem hazudik, ha a megfelelő kérdést tesszük fel a megfelelő módon.
Az izomteszt során egy meghatározott izmot elkülönítenek a többi izomtól és ellenőrzik a működését, ily módon próbálják feltárni az idegrendszer működését és energiarendszer kiegyensúlyozatlanságát.
Az izomtesztelés valójában az izomműködés ellenőrzése, annak vizsgálata, hogy bizonyos konkrét körülmények között egy adott izom tart, nem tart vagy nem képes lekapcsolni. Gyakorlott, érzékeny megfigyelőre van szükség ahhoz, hogy a kineziológus az „erős” (más néven „bekapcsolt”) és egy „gyenge” („kikapcsolt”) vagy a "túlfeszült" hipertóniás izmokat megkülönböztesse egymástól. Az izom állapotának megnevezésére különböző kifejezéseket használnak.
Bár a testnek csak egyetlen részét vizsgálják, az izomzat az ínorsóval, az ínreflexekkel, az idegekkel és az aggyal is kapcsolatban áll. A különböző kérdések után felvett feed-back (visszajelző) jellegű izomtesztek eredményéből ezért az energiarendszert zavaró tudattartalmak, gondolatok, félelmek és belső konfliktusok jelenlétére is következtetnek. Ennek ellenére a kineziológusok szerint a kezelést ekkor is a páciens, kliens irányítja. Az izomtesztelés alapját az un. myotatikus reflex adja. Amikor az izomban található neuromuszkuláris orsósejt rostjai megnyúlnak, reflexes válaszként az izom összehúzódik, míg az antagonista izom meggyengül.
Az izomtesztet annak feed-back célú alkalmazása előtt mindenképpen kalibrálni kell. A jelzőizom kalibráció során megállapítják, hogy az adott izom, amivel dolgoznak, ellenáll-e a terapeuta által kifejtett enyhe nyomásnak. Miután így meggyőződtek róla, hogy az adott izom összeköttetésben áll az energiarendszerrel, és képes a ki- és bekapcsolásra, az izom feszültségének változásait a test válaszrendszereként használják.

### Az energia-egyensúly elve
A kineziológia a hagyományos kínai orvoslás tanaiból átvette a meridiánrendszer elképzelését. Eszerint az élő szervezetben az energia az úgynevezett meridiánrendszer segítségével jut el testünk minden szervéhez, minden egyes sejtjéhez. A meridiánok külső pályája az inakat, izmokat és csontokat látja el energiával, a belső pálya pedig az egyes szervek energiaellátását végzi. Ez az energia szabályozza testünk fiziológiai folyamatait, segíti a velünk született autonóm mozgásreflex működését, és koordinálja az öngyógyító a szervezet öngyógyító folyamatait. A kineziológusok szerint ugyanis az emberi test egy, a túlélést szolgáló autonóm rendszer. Ezzel az akaratunktól függetlenül működő túlélési rendszerrel kapcsolatba lépve próbálják segíteni a test öngyógyító folyamatainak működését.
Ideális esetben a szervezet energia-eloszlása egyenletes, azonban ez az egyensúly a helytelen táplálkozás, a túl sok stressz, valamint a megterhelő élethelyzetek hatására tartósan fel is borulhat. A kineziológia célja, hogy feltárja és kiegyensúlyozza a szervezet „egyenetlen energiaeloszlását”, tehát visszaállítsa a szervezet belső egyensúlyát, bármilyen okból borult is fel.
A kineziológus először izomtesztelés segítségével beazonosítja azokat a pontokat, ahová túl sok vagy túl kevés energia jut, majd különféle eljárásokkal korrigálja az eltéréseket. A kineziológia eszköztára e tekintetben nagyon változatos, és az egyes kineziológusok gyakorlata élesen eltérhet egymástól, de abban valamennyi korrekciós eljárás hasonlít, hogy a páciens életébe kevéssé beavatkozó, „szelíd” kezelési módok. A teljesség igénye nélkül egy kis ízelítő ezekből az eljárásokból: 
- tornagyakorlatok
- vizualizáció
- tekintetirányokkal való munka
- neurolymphatikus pontok masszírozása
- akupresszúrás pontok kezelése
- neurovascularis pontok érintése
- színek, illatok, Bach-virágterápia
- pozitív gondolatok
- viselkedésgenetikai ismeretek tudatosítása.

A kezelés végén az izomteszt segítségével ellenőrizhető, hogy valóban helyreállt-e az energia egyensúlya az adott ügy/téma vonatkozásában.
Az egészség, energia-egyensúly a kineziológusok szerint úgy határozható meg, mint az az állapot, amelyben
- nem vagyunk negatív emóciók foglyai
- a szellemi teljesítőképességünk teljes
- a stressz csak élettapasztalat, életcéljaink elérésének motorja, tehát nem lépi túl teherbíró képességünk határát, és
- „az élet művészet”.

### Az aura
Az életerő nincs bezárva az emberbe, hanem sugárzik benne és körülötte, mint egy fénnyel teli gömb.
A szervezet belső energiaáramlásának elképzelésén kívül a kineziológusok hisznek még abban is, hogy valamennyiünket körülvesz  egy energiamező, aura, amely bőrünk határán túl is látható, érezhető. Ezt az energiát nevezik finomenergiának.
Ann Holdway az aurát azonosította azokkal a koronakisülésekkel, amelyek a Szemjon Davidovics Kirlian örmény származású orosz mérnök által feltalált Kirlian-fotográfia segítségével fényképezhetők le. Ehhez hozzáteszi, hogy néhány ember születésétől fogva látja ezeket, mások pedig némi gyakorlás után szabad szemmel is látják őket.
Szintén az aura létezésének bizonyítására ajánlja az alábbi eljárást:
1. Fogjuk meg egy társunk kezét.
2. Amennyire karunk engedi, anélkül, hogy a kezünket elengednénk távolodjunk el, majd lassan térjünk vissza eredeti helyzetbe, azután megint lépjünk egy kicsit távolabb.
3. Engedjük el egymás kezét, és karunkat mozgassuk előre-hátra, növelve és csökkentve a távolságot.
4. Most figyeljük meg, érzünk-e valamit, például meleget,  hideget vagy  bizsergést.

Ugyanezt  megtapasztalhatjuk oly módon is, hogy csupán a saját két kezünket közelítjük és távolítjuk egymástól.
A kineziológusok szerint a finomenergiák felhasználhatók a gyógyítás érdekében, mivel az összes múltbéli tapasztalatunkról és egészségi állapotunkról is árulkodnak.

### Törvényi szabályozás
Magyarországon kineziológus szakképesítés az Egészségügyi Szakképző és Továbbképző Intézet által szervezett vizsgák letételével szerezhető, a tevékenység végzéséhez pedig az ÁNTSZ engedélye szükséges. A működési engedély megújítása rendszeres továbbképzésekhez kötött. Ez a természetgyógyász kineziológusokra vonatkozó szabály, azaz azokra, akik egészségügyi tevékenységként szeretnék munkájukat végezni (11/1997 NM rendelet).
Vannak azonban olyan kineziológiai rendszerek, amelyek nem egészségügyi tevékenységet végeznek. Ezen esetekben a fenti rendelet nem  vonatkozik a tevékenységet végzőkre. Meg kell azonban említeni, hogy célszerű olyan szakembert választani, aki valamilyen szakmai szervezet tagja.

## Az alkalmazott kineziológia napjainkban
„Az ember az emberi szövet veleszületett intelligenciája révén rendelkezik a gyógyulás képességével. Ez a képesség rendelkezésünkre áll, ott van a kezünkben, a szívünkben, az agyunkban. Természetes örökségünk, csak hagynunk kell működni és gyógyítani. Ez áldás az embernek, mindannyiunknak és áldás hivatásunknak is.”
Dr. George Goodheart
Az 1973-ban létrehozott International College of Applied Kinesiology (ICAK) biztosítja az alkalmazott kineziológiai kutatások tudományos hátterét és az eredmények közzétételét.
Azok jelentkezhetnek az ICAK képzésére és válhatnak taggá, akik mögött legalább négy év egészségügyi képzés van és akiknek jogukban áll diagnosztizálni: orvosok, orvostanhallgatók, fogorvosok, kiropraktikával vagy oszteopátiával foglalkozó szakemberek. Az alkalmazott kineziológiát manapság a kiropraktikusok és orvosok nagy számban használják Amerika-szerte. Más országokban a kineziológia inkább a természetgyógyászok körében terjedt el. Sokan közülük nem jogosultak diagnosztizálni, de felismerték a kineziológiában rejlő lehetőségeket és beépítették munkájukba.
Az alkalmazott kineziológia alapja az egészség háromszöge, melynek alkotóelemei a strukturális/fizikai, táplálkozási/kémiai és érzelmi/mentális területek. Minden összetevő hatással van az összes többire. Az alkalmazott kineziológiával foglalkozó szakember izomteszt segítségével felméri a személy állapotát, megkeresi a test egyensúlyhiányait, kiválasztja a megfelelő korrekciót, majd újabb izomtesztekkel ellenőrzi, hogy hatékony volt-e a kezelés.

## A kineziológia ágai
A kineziológia gyűjtőszóvá vált, amely az alkalmazott kineziológia 1964-es megjelenése óta sok különböző irányzatot fed.

### Alkalmazott kineziológia (AK)
Az alkalmazott kineziológia a kineziológia Dr. George Goodheart által kidolgozott irányzata. Alapja az egészség háromszöge, amelynek oldalait a strukturális, az érzelmi és a kémiai összetevők képezik. Az egészséget ezen összetevők egyensúlyaként definiálja.

### Touch for Health (TFH) - Gyógyító érintés
John F. Thie törekvése az volt, hogy a kineziológiát a szélesebb közönség számára is hozzáférhetővé tegye, az egészségmegőrzés akár családi körben is folytatható legyen. Iskolateremtő könyve, a Touch for Health (Gyógyító érintés) 1973-ban jelent meg. A TFH-ban 14 fő izom szerepel, amelyek 12+2 meridiánhoz vannak hozzárendelve. A TFH azt ígéri, hogy segítségével nagyon gyorsan lehet felmérni a meridiánok energiáját.

### Klinikai kineziológia
Allen Beardall fejlesztette ki az úgynevezett ujjmódokat, vagy más néven a kézkomputer alkalmazást.
Módszeréről azt állítja, hogy segítségével gyorsan megállapíthatjuk, mely területeken áll fenn kiegyensúlyozatlanság. A módszert a kineziológia minden ágában átvették.

### Professzionális kineziológiai praxis (PKP)
Dr. Bruce Dewe új-zélandi kineziológus és felesége, Joan fejlesztették ki.
A PKP úgy tartja, hogy minden problémához érzelmek is kötődnek. Ezekkel foglalkozik, a hagyományos kínai orvoslás öt őselemére támaszkodva. Dr. Bruce bővítette a kineziológiában használható izmok és ujjmódok számát.
A kiegyensúlyozás céljaként nem csak az adott betegség gyógyítását helyezi fókuszba, hanem azt a tevékenységet, amit a beteg egészségesen végezne.

### Viselkedés kineziológia
Dr. John Diamond pszichológus fejlesztette ki. Diamond szerint környezetünkből számtalan testünk energiáit befolyásoló hatás ér minket. Naponta ki vagyunk téve olyan szimbólumoknak, képeknek, színeknek és hangoknak, amelyek gyengítik vagy erősítik szervezetünk energiáját. Diamond leírja ezeket a külső tényezőket és az emberek viselkedésére gyakorolt hatásaikat, és védekezési módokat is ajánl ellenük.
A meridiánokhoz különböző érzelmeket párosít. Módszere azt ígéri, hogy életenergiánkat pozitív gondolatokkal vagy zenével is növelhetjük.

### Hyperton-X (HT-X)
A HT-X módszer a test teljes izomzatának feszültségmentesítésére törekszik.
Első alkalmazója Frank Mahony, aki megállapította, hogy egy hipertóniás (feszült) izom zavart okoz a központi idegrendszerben. Ezáltal csökken az agy képessége a szenzoros információk gyors feldolgozására.
Mahony módszere azt ígéri, hogy azonosítja és ellazítja a túlfeszített izmokat és szöveteket, melyek gátolják a koponya, a gerinc és a keresztcsont közti szabad mozgást.

### Three in One Concept – Három az Egyben
Ezt a módszert az 1980-as években dolgozta ki Gordon Stokes (a Touch for Health módszer egyik jelentős képviselője), Daniel Whiteside (a viselkedési genetika úttörője) és Candace Callaway. A módszer One Brain - Egységes Agy néven is ismert. Hazánkban a leginkább elterjedt irányzat.[forrás?]
A módszer a test, lélek, szellem hármas felosztást alkalmazza a kliensekre, de ezek integrálását tűzi ki célul, a szabad választást gátló negatív érzelmi töltés oldására összpontosít.
A test integrálásának elősegítése érdekében különböző korrekciókat alkalmaz a blokkolt energiák elengedéséhez.
Az elme integrálásának elősegítéséhez az egyén valós vágyainak és félelmeinek azonosítására törekszik a Viselkedési barométer használatával.
A szellem egységesítéséhez a Szerkezet / Funkció módszert alkalmazza, amely viselkedési genetikai alapokon segíti az egyént valós önmaga felfedezésében.

### Edu-kineziológia (Educational Kinesiology, EDU-K)
Paul E. Dennison 1969-ben kezdte meg kutatásait, hogy új módszerekkel segítse tanítványait az olvasás tanulásában. Azt tapasztalta, hogy tanulási képességünk jelentős mértékben előmozdítható bizonyos egyszerű tornagyakorlatok által.
Módszere szerinte lehetővé teszi, hogy az információ szabadon áramoljon az érzékszervekből az emlékezetbe és vissza. Jelentős kutatásokat végzett az agyintegráció területén. Az általa kifejlesztett kineziológiai rendszer lehetővé teszi, hogy a tanulást gátló stressz oldjuk és a mozgáson keresztül összehangoljuk a két agyféleteke és a 3 dimenzióban működő agy különböző területeit.

### Stress Release – Stresszoldás
Dr Wayne Topping saját rendszere, amely a stressz kezelésére alkalmas egyszerű technikák gyűjteménye.

### Eternal Movement (EM-K) – Öngyógyító kineziológia
Kim da Silva és Do-Ri Rydl fejlesztették ki.
Naponta végzendő gyakorlatokat ír elő a klienseknek.

## Alkalmazott kineziológiai intézmények
A kineziológia kutatásával és képzésével foglalkozó intézmények:
- International College of Applied Kinesiology (ICAK): Dr. George Goodheart alapította 1973-ban, ez a szervezet foglalkozik az alkalmazott kineziológia művelőinek képzésével.[30]
- International Association of Specialized Kinesiologists (I-ASK): ez a szervezet a kineziológusok által kifejlesztett új technikák vizsgálatával és terjesztésével foglalkozik.[31]
- Kinesiology Schools and Colleges[32]

## Az alkalmazott kineziológia kritikája
A kineziológia kritikusai kiemelik, hogy a módszer művelői általában nem használnak egzakt méréseket, így az izomfeszültség normális és abnormális mértékét, végső soron a terápia eredményességét kizárólag saját szubjektív véleményükre alapozzák.
Az alkalmazott kineziológiát elméleti és empirikus alapokon is vitatják a szkeptikusok.
A Quackwatch nemzetközi, önkéntes szervezet szerint, mely foglalkozik a kineziológia mellett az akupunktúra, csontkovácsolás, és egyéb természetgyógyászati ágak szkeptikus megközelítésével, a kineziológia tekintetében rendelkezésre álló adatok nem támasztják alá a használatát szervi bajok diagnosztizálására.
Egy fogászati környezetben a kineziológiai anyagtesztelés hatásosságát elemző vizsgálat során két fogászorvos-kineziológus tesztelte a fogászati anyagokra való érzékenységét a pácienseknek. A kettős vak teszt nem erősítette meg a kineziológiai teszt hatásosságát.
Egy kettős vak klinikai kísérlet során, melyben négy alkalmazott kineziológus vett részt, darázsméregre érzékeny betegek izommozgásának tesztje alapján kellett eldönteniük, hogy a rendelkezésükre bocsátott üvegek közül melyet alkalmazzák a betegek számára. Sós vizet vagy darázsméret tartalmazott egy-egy üvegcse. A kísérlet nem igazolta egyértelműen a diagnosztikai megfelelőségét az izomtesztnek.
Egy áttekintő elemzés szerint az International College of Applied Kinesiology által publikált 20 tanulmányról azt a következtetést vonta le, hogy nem tartalmaznak elfogadható színvonalú statisztikát, így eredményeiket nem lehet érvényesnek tekinteni.
Az alkalmazott kineziológia két vezető képviselője által készített áttekintés kritikai vizsgálata tanulmány azt állapította meg, hogy az alkalmazott kineziológia eredményességét mutató ezen tanulmányok sem megcáfolni sem támogatni nem tudták a kineziológia érvényességét. Klinikai gyakorlatban nem javasoltnak tekintették.

## Fordítás
Ez a szócikk részben vagy egészben  az   Applied kinesiology című angol Wikipédia-szócikk ezen változatának fordításán alapul.  Az eredeti cikk szerkesztőit annak laptörténete sorolja fel. Ez a jelzés csupán a megfogalmazás eredetét és a szerzői jogokat jelzi, nem szolgál a cikkben szereplő információk forrásmegjelöléseként.